# Keith Remfry
Keith Remfry, né le 17 novembre 1947 à Ealing et mort le 16 septembre 2015, est un judoka britannique. 
Médaillé d'argent olympique en 1976, il est aussi vice-champion d'Europe en 1973.

## Palmarès international
| Année | Compétition           | Lieu         | Résultat | Catégorie         |
| ----- | --------------------- | ------------ | -------- | ----------------- |
| 1971  | Championnats du monde | Ludwigshafen | 3e       | Plus de 93 kg     |
| 1973  | Championnats du monde | Lausanne     | 3e       | Plus de 93 kg     |
| 1973  | Championnats d'Europe | Madrid       | 2e       | Plus de 93 kg     |
| 1976  | Jeux olympiques       | Montréal     | 2e       | Toutes catégories |